# Joyce Stewart
Joyce Stewart MBE (* 25. Juli 1936 in West Grimstead nahe Salisbury, England; † 7. Januar 2011) war eine britische Botanikerin. Ihr Forschungsschwerpunkt waren die Orchideen Ostafrikas und Südafrikas. Ihr botanisches Autorenkürzel lautet „J.Stewart“.

## Leben
Joyce Stewart wurde als Joyce Tucker in West Grimstead geboren. Von 1954 bis 1957 absolvierte sie ein Studium an der University of Reading, das sie mit dem Bachelor-Grad abschloss. Ihr Studium am King’s College London von 1957 bis 1958 beendete sie mit dem Master-Abschluss. Zwischen 1958 und 1960 lehrte sie in der Schweiz. Von 1963 bis 1964 war sie Feldoffizierin im Department of Veterinary Services in Kenia. Von 1965 bis 1966 arbeitete sie als Forschungsoffizierin am East African Herbarium in Nairobi. Im März 1971 siedelte sie mit ihrem Ehemann nach Südafrika über, wo sie dem Natal Parks Department beitrat. 1973 wurde sie Mitarbeiterin in der Botanik-Abteilung der Universität von KwaZulu-Natal in Pietermaritzburg, wo sie 1974 das Lehrdiplom erlangte. 1975 wurde sie zur Universitätsdozentin ernannt.
Joyce Stewart schrieb über 100 wissenschaftliche und populärwissenschaftliche Artikel über Orchideen, insbesondere über die Taxa aus Kenia und KwaZulu-Natal und über die Gewebekulturen von Orchideen.

## Auszeichnungen
Für ihre Verdienste um die Gartenbauwissenschaften und die botanische Bildung wurde sie 2003 mit dem Order of the British Empire bedacht.

## Werke (Auswahl)
- 1970: Orchids of Tropical Africa. ISBN 978-0-498-07555-1
- 1980: The Medical Mycology Handbook. ISBN 978-0-471-04728-5
- 1981: Orchids of Africa: A Select Review. ISBN 978-0-395-31771-6
- 1981: Proceedings of the 10th World Orchid Conference: 11-17 September 1981, Durban, South Africa. ISBN 978-0-620-05905-3
- 1982: Wild Orchids of Southern Africa. ISBN 978-0-86954-070-1
- 1988: Orchids: Kew Gardening Guide. ISBN 978-0-88192-132-8 (deutsch: Orchideen. 1994. Übersetzung: Stephan Schneckenburger)
- 1990: Dendrobiums: An Introduction to the Species in Cultivation. ISBN 978-1-873035-00-9
- 1992: The Conservation of European Orchids. ISBN 978-92-871-2010-6
- 1993: Thesaurus Woolwardiae: Orchids of the Marquis of Lothian. ISBN 978-0-915279-18-0
- 1993: The Orchid Paintings of Franz Bauer. ISBN 978-1-871569-58-2
- 1995: Manual of Orchids. ISBN 978-0-88192-334-6
- 1996: Orchids of Kenya. ISBN 978-0-88192-357-5
- 2006: Angraecoid orchids: species from the African region. ISBN 978-0-88192-788-7